# De Stervende Galliër

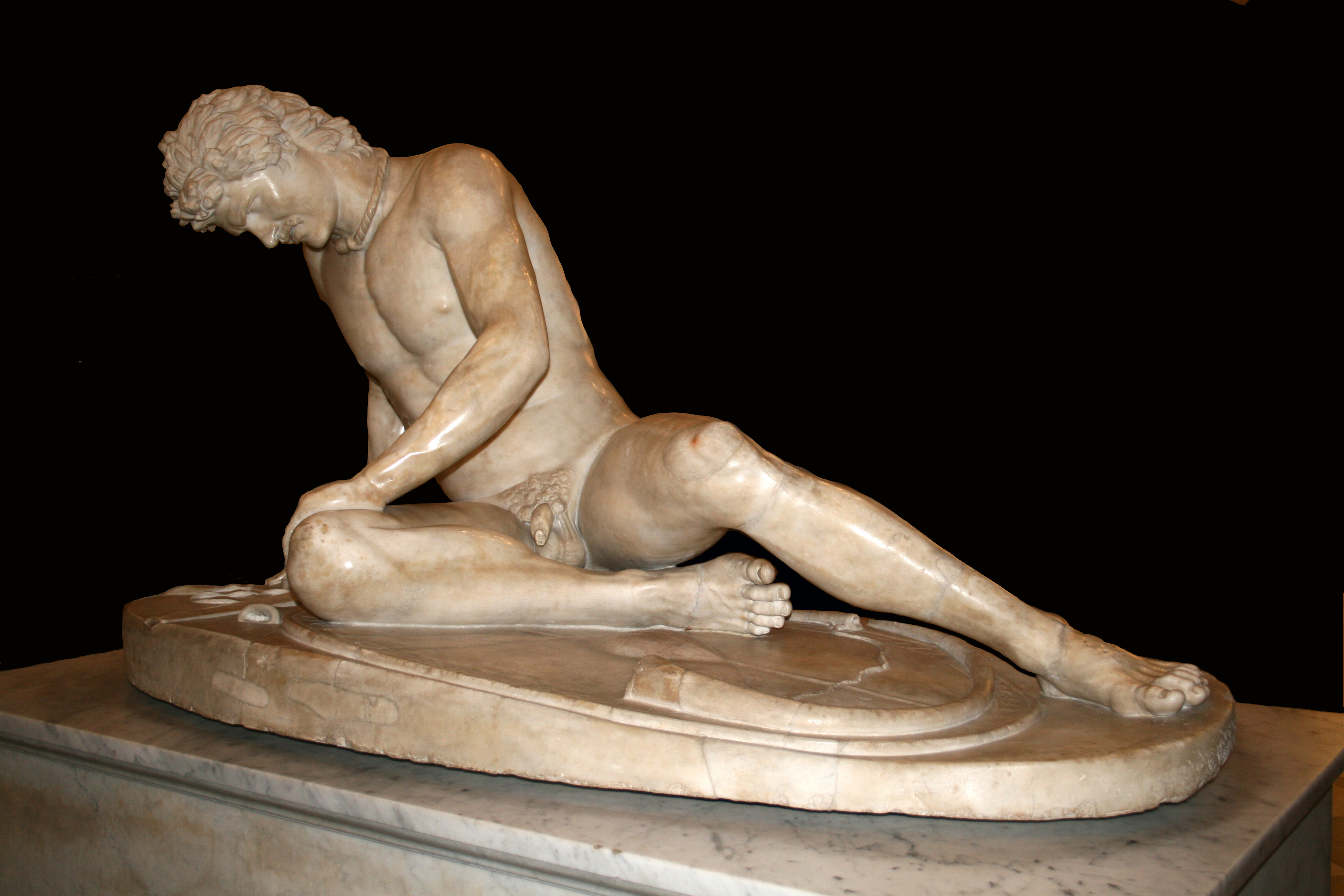
De Stervende Galliër

De Stervende Galliër was een Grieks bronzen beeld. Het oorspronkelijke beeld werd gemaakt tussen 230 v.Chr. en 220 v.Chr. in opdracht van Attalus I van Pergamon. De stervende Galliër werd gemaakt ter ere van de overwinning op de Kelten in 230 v.Chr., die de Griekse steden in Galatia (het gebied rond het huidige Ankara) voortdurend belegerden.
Het beeld van de stervende Galliër dat zich bevindt in de Musei Capitolini in Rome is een marmeren kopie. De identiteit van de beeldhouwer van de kopie is onbekend. Er is geopperd dat Epigonus, hofbeeldhouwer van de dynastie der Attaliden van Pergamon, de maker is. Dit wordt vermeld in Plinius' Naturalis Historia.

## Geschiedenis van het beeld

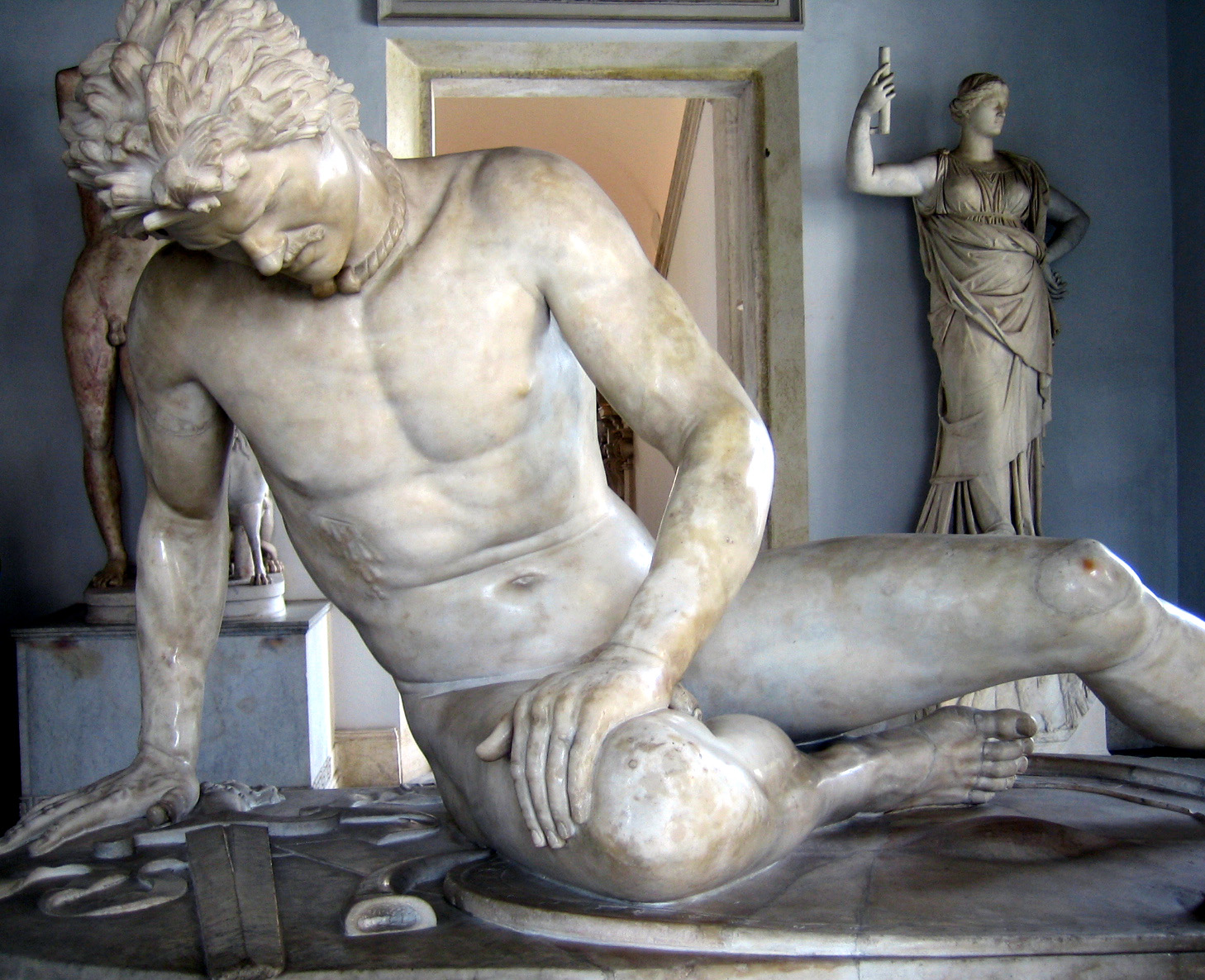
De Stervende Galliër

De Stervende Galliër is een van de bekendste beelden van de klassieke oudheid en van de hellenistische periode.
Waar het beeld tijdens de middeleeuwen was, is onbekend. De eerste gegevens die men vindt over het beeld dateren van 1623. Het marmeren beeld was toen een onderdeel van de collectie van de Ludovisi-familie in Rome. Tijdens deze periode (17e eeuw) ontstond echter een aantal verkeerde interpretaties met betrekking tot het beeld. Men dacht dat het een verslagen gladiator uitbeeldde. Dit leidde tot verschillende namen voor het beeld, zoals de stervende of gewonde gladiator, de Romeinse gladiator en de stervende murmillo.
In 1797 werd het beeld in het kader van de Vrede van Campo Formio door Napoleon Bonaparte opgeëist en naar Parijs overgebracht waar het in het Louvre werd tentoongesteld. Na de val van Napoleon in 1815 werd het beeld teruggebracht naar Rome, waar het werd geplaatst in de Musei Capitolini.
Van het beeld bestaan diverse kopieën: in de tuin van het kasteel van Versailles (kopie uit 1684 door Michel Mosnier); in het Museum of Classical Archaeology van de Universiteit van Cambridge; in de Courtauld Gallery in het Courtauld Institute of Art van de Universiteit van Londen; in het Leinster House in Dublin; in de Washington State Historical Society te Tacoma; in de Redwood Library te Newport (Rhode Island); en verder in Carrara, Berlijn, Praag en Stockholm.

## Beeldhouwstijl

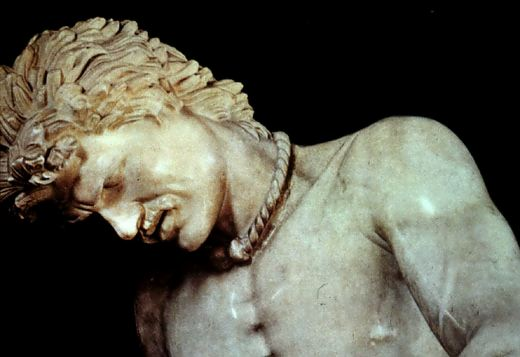
De Stervende Galliër

Het beeld werd gemaakt tijdens de hellenistische periode (323 v.Chr.–30 v.Chr.). Tijdens deze periode evolueerde de Griekse beeldhouwkunst, door zijn contact met het Oosten, in de richting van het realisme, individualisme en naturalisme. De kunstenaars wilden het typische, het menselijke van allerlei figuren weergeven, dus 'echte' mensen. De beeldhouwers streefden er ook naar om een bepaald gevoel(pathos) weer te geven. Vrouwelijke beelden toonden in deze periode zonder schroom hun naaktheid.

## Het beeld
Het beeld geeft zeer goed bepaalde kenmerken van de Kelten weer, zoals het gezicht, het haar, de snor en de torque. Het beeld geeft een overwonnen Galaat (een Kelt uit Anatolië) weer met zware verwondingen. Het beeld is een aangrijpend werk door zijn bewogen voorstelling van de dood. Het is ook een voorbeeld van de verhouding tussen Grieken en Barbaren. De kunstenaar hield zich minder bezig met de godenwereld, in tegenstelling tot de klassieke periode.

## Gerelateerde onderwerpen
- Oud-Griekse beeldhouwkunst
- Hellenistische beeldhouwkunst
- Ludovisi Galliër